# NGC 890
NGC 890 (другие обозначения — UGC 1823, MCG 5-6-30, ZWG 504.64, PGC 8997) — галактика в созвездии Треугольник.
Этот объект входит в число перечисленных в оригинальной редакции «Нового общего каталога».
В галактике была обнаружена сверхновая типа Ia, получившая обозначение iPTF13ebh.